# Сјајно морско прасе
Сјајно морско прасе или сјајно заморче (Cavia fulgida) је врста глодара из породице морских прасића или заморчића (Caviidae).

## Распрострањење
Врста има станиште у Бразилу и Аргентини.

## Станиште
Станишта врсте су шуме и травна вегетација. 

## Угроженост
Ова врста је наведена као последња брига, јер има широко распрострањење и честа је врста.